# Kameralamt Merklingen
Das Kameralamt Merklingen war eine Einrichtung des Königreichs Württemberg, die im Amtsbezirk Besitz und Einkommen des Staates verwaltete. Es bestand von 1807 bis 1837 in Merklingen. Das Kameralamt wurde im Rahmen der Neuordnung der Staatsfinanzverwaltung im Königreich Württemberg geschaffen.

## Geschichte
Nach der Verordnung über die Ämterzusammenlegung von 1807 wurden die Kameralverwaltungen Heimsheim, Merklingen und Weil der Stadt zu einem Kameralamt mit dem Sitz in Merklingen zusammengelegt. Dem neuen Kameralamt wurde durch Verordnung vom 7. Juli 1807 die Erhebung der Einkünfte der früheren Johanniterordenskommende in Dätzingen zugeteilt. Ferner hatte es auf Grund der Verordnung vom 4. Juni 1819 die Forst- und Jagdgefälle des Reviers Warmbronn im Forstamt Leonberg zu übernehmen. Durch die Verfügung vom 6. Mai 1837 wurde die Auflösung des Kameralamts Merklingen angeordnet. Sein Amtsbezirk wurde auf die Kameralämter Hirsau, Leonberg und Sindelfingen aufgeteilt.